# OGLE-2007-BLG-368Lb

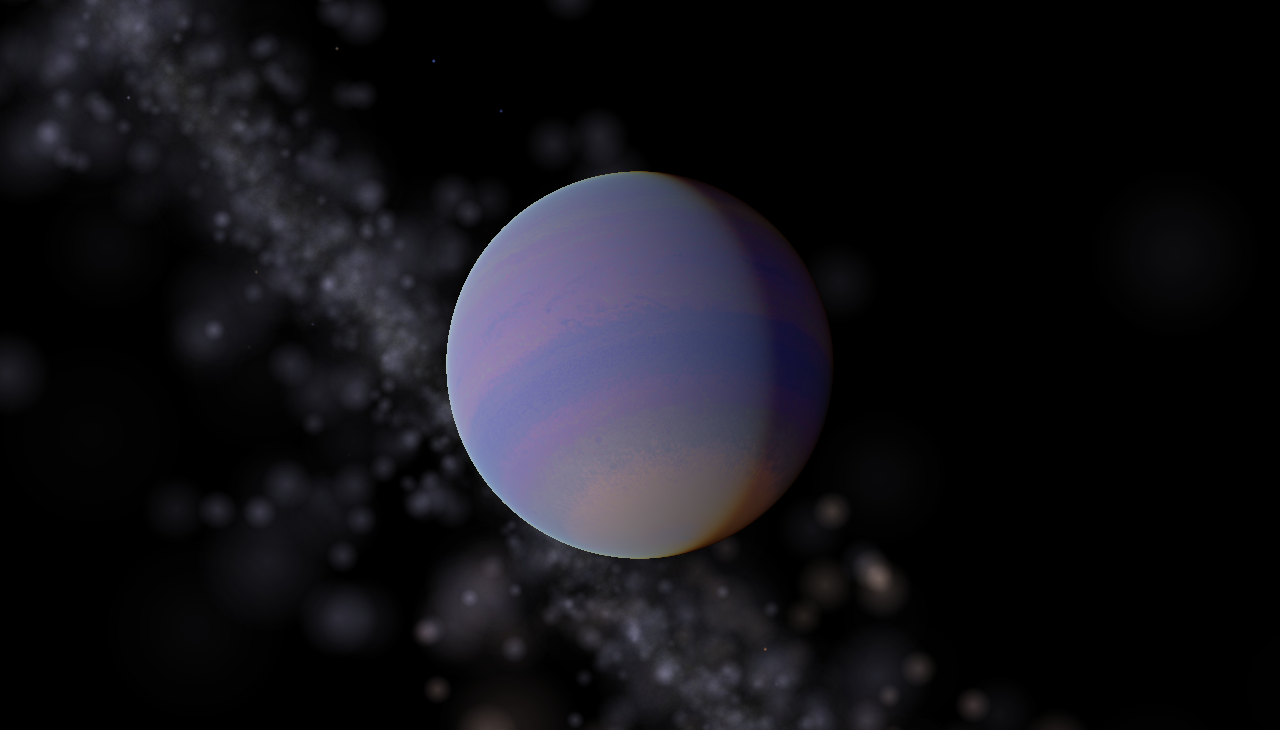
Concepção artística de OGLE-2007-BLG-368Lb.

OGLE-2007-BLG-368Lb é um planeta extrassolar que orbita em torno de OGLE-2007-BLG-368L, uma estrela localizada a cerca de 19.243 anos-luz (5.900 pc) de distância a partir da Terra, na constelação de Scorpius. Este planeta foi detectado em 8 de dezembro de 2009 por Sumi através do método de microlente gravitacional. OGLE-2007-BLG-368Lb tem uma massa de 6,94% da massa de Júpiter (ou seja, 22 vezes maior que a massa da Terra) e estava localizado a uma distância de 3,3 UA da estrela na época em que foi observado. Com base nessas propriedades ele seria classificado como um Netuno frio. É o segundo Netuno frio a ser observado, o primeiro sendo OGLE-2005-BLG-169Lb. Este planeta é mais provável que seja semelhante a Urano e Netuno no Sistema Solar em termos atmosféricos e de propriedades internas.